# Рэй, Рональд Эрик
Рональд Эрик Рэй (англ. Ronald Eric Ray; род. 7 декабря 1941, Кордил, Джорджия) — бывший офицер армии США, участвовавший в Войне во Вьетнаме и награждённый Медалью Почёта.

## Биография
Рэй родился 7 декабря 1941 года в Кордиле, Джорджия и был одним из пяти братьев. В 1959 году вступил в армию Соединённых Штатов на трёхлетний срок службы. Через два месяца после окончания службы он вернулся в Силы специального назначения. По окончании учёбы Рэй стал офицером.

## Карьера
В июне 1966 года был отправлен в Южный Вьетнам, где возглавлял взвод в роте А 2-го батальона 35-го пехотного полка, 25-й пехотной дивизии.
Вскоре после прибытия Рэя в страну его солдаты приняли участие в операции в долине Иа Дранг, направленной на то, чтобы отрезать силы Национального фронта освобождения Южного Вьетнама, вторгшиеся из Камбоджи. Когда отделение, отправленное для уничтожения вражеского пулеметного отряда, оказалось зажатым, Рэй сам штурмовал огневую точку, убив четырех стрелков гранатами. Затем он спас медика и раненого мужчину, попавших под интенсивный огонь. Когда вражеская граната упала рядом с двумя его солдатами, Рэй заслонил их своим телом, получив осколочные ранения ног. Сразу после этого он был ранен в ноги из автомата, который затем уничтожил своей последней гранатой. Рэй продолжал руководить взводом, пока затишье в боях не позволило им отступить.
После этого Рэя эвакуировали в Форт-Либерти, Северная Каролина, где он получал медицинскую помощь в течение следующих шести месяцев. 14 мая 1970 года президент Ричард Никсон официально вручил Рэю Медаль Почёта за его действия. Рэй уволился из армии по медицинским показаниям в 1980 году в звании подполковника.